# Lapis Satricanus

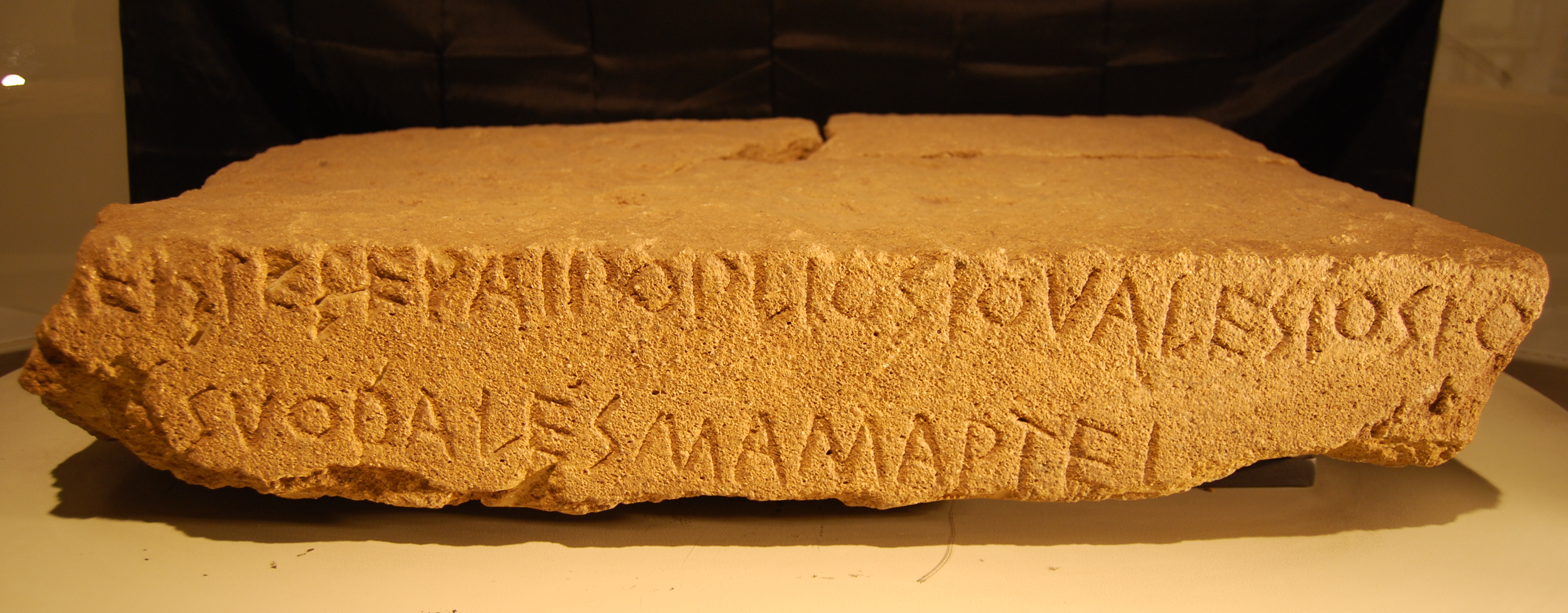
Lapis Satricanus

El Lapis Satricanus ("Pedra de Satricum"), és una pedra groga trobada a les ruïnes de l'antiga ciutat de Satricum, prop de Borgo Montello (41° 31′ N, 12° 47′ E / 41.517°N,12.783°E), una vila del sud del Laci, i que data de finals del segle VI a principis del segle V aC. Va ser trobada l'any 1977 durant les excavacions realitzades per C.M. Stibbe.

## Inscripció i llengua
A la pedra hi ha inscrit el text següent:
(? )IEI STETERAI POPLIOSIO VALESIOSIO
SVODALES MAMARTEI
("Els (?) van dedicar això, com a companys de Publi Valeri, a Mart").
La inscripció ha cridat l'atenció per diverses raons. La llengua ha sigut identificada com a llatí antic o almenys un dialecte estretament relacionat. És important per a la gramàtica indoeuropea comparativa, ja que és l'única inscripció llatina que mostra la terminació -osio pel genitiu singular de la declinació del substantiu temàtic, que més tard acaba desapareixent a favor de -ī . Quan, però, es comparen aquestes formes amb els seus equivalents ensànscrit, grec micènic i homèric o altres llengües, queda clar que -osio és una forma molt anterior que no pas -ī, que sembla ser una innovació posterior.

## Context històric

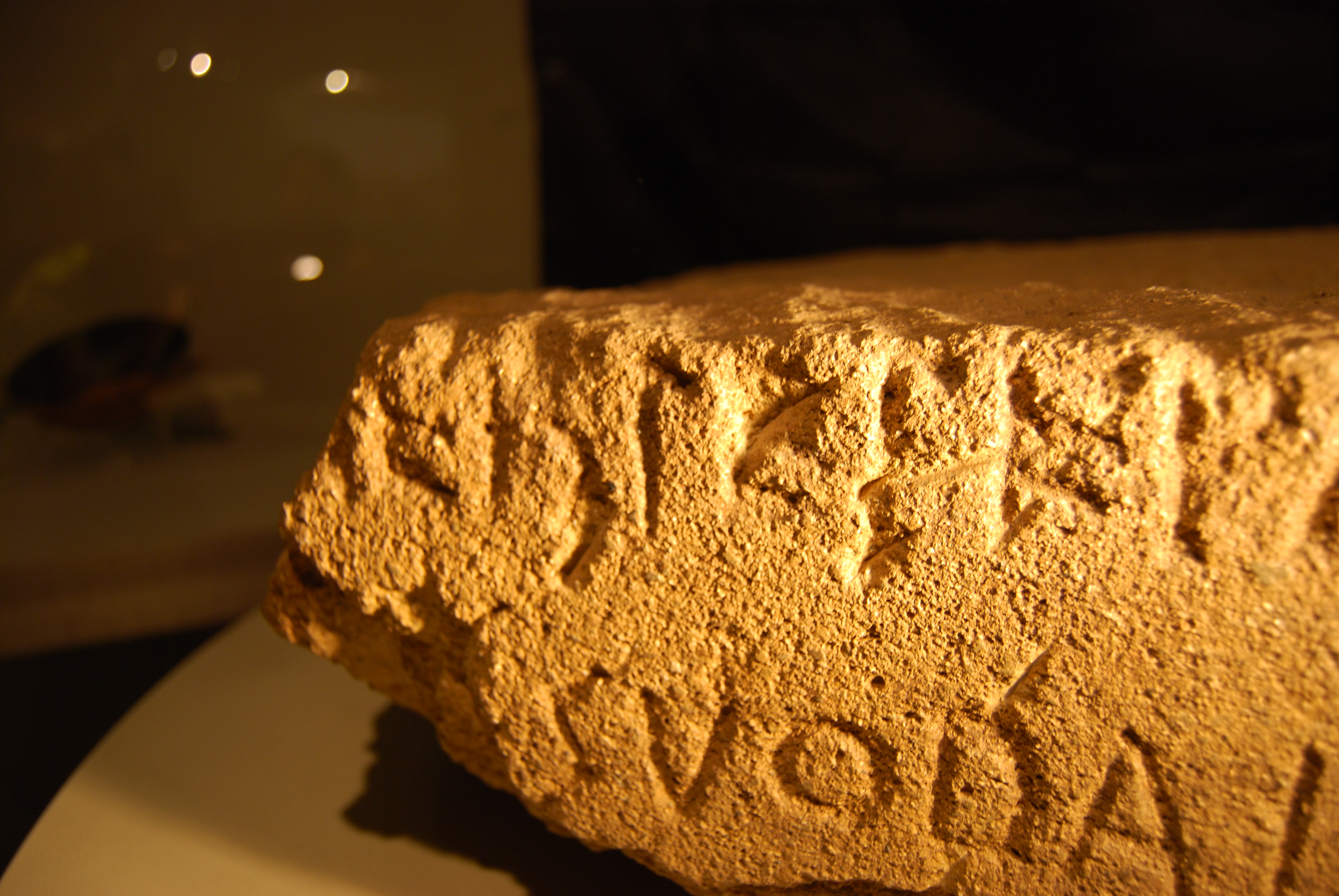
Detall del Lapis Satricanus

Un altre punt d'interès és la presència de la paraula suodales (llatí clàssic sodales). En temps històrics, aquesta paraula es referia a un membre d'una sodalitas, una fraternitat o confraria religiosa que es reunia per a celebrar àpats rituals o cerimònies fúnebres. Gary Forsythe escriu: "Com que l'element suod- a suodales està relacionat amb la paraula anglesa 'swear', el terme suggereix que es va fer algun tipus de jurament, unint els membres del grup per un propòsit comú". Forsythe fa servir aquesta interpretació, i també que es tracta d'una dedicatòria a Mart, per suggerir que la dedicatòria apunta a l'existència d'un grup de seguidors jurats armats del déu en qüestió, semblant a "les bandes de guerra dirigides pels herois homèrics, els companys aristocràtics bèl·lics dels reis macedonis durant el període clàssic o les bandes de guerra que envolten els caps celtes i germànics descrites per Cèsar i Tàcit". Forsythe assenyala que això aporta una nova perspectiva al relat de la batalla del Cremera, un esdeveniment on, segons s'explica, tota la gens Fabia va lluitar com a grup contra els homes armats de la ciutat rival de Veii.
Un tercer punt d'interès per als historiadors i arqueòlegs del Laci durant l'antiguitat és el nom que es conserva a la inscripció. El nom arcaic de Poplios Valesios es tradueix en llatí clàssic com "Publius Valerius". Això ha portat a especular que la inscripció es refereixi a Publi Valeri Publícola, l'aliat patrici de Luci Juni Brut que domina la llista dels primers cònsols registrada pels Fasti Capitolini i que se l'acredita, en els relats tradicionals, com un dels principals fundadors de la República Romana. La identificació positiva és almenys una mica problemàtica perquè la ciutat de Satricum no formava part del territori romà quan Publi Valeri era cònsol. Tanmateix, és possible que la pedra no s'hagués dedicat a Satricum en primer lloc, ja que es va trobar com a part d'una col·lecció de material reciclat utilitzat en la construcció d'un temple a la ciutat i, per tant, podria haver estat senzillament importada d'algun altre lloc.